# Mennonite Heritage Village

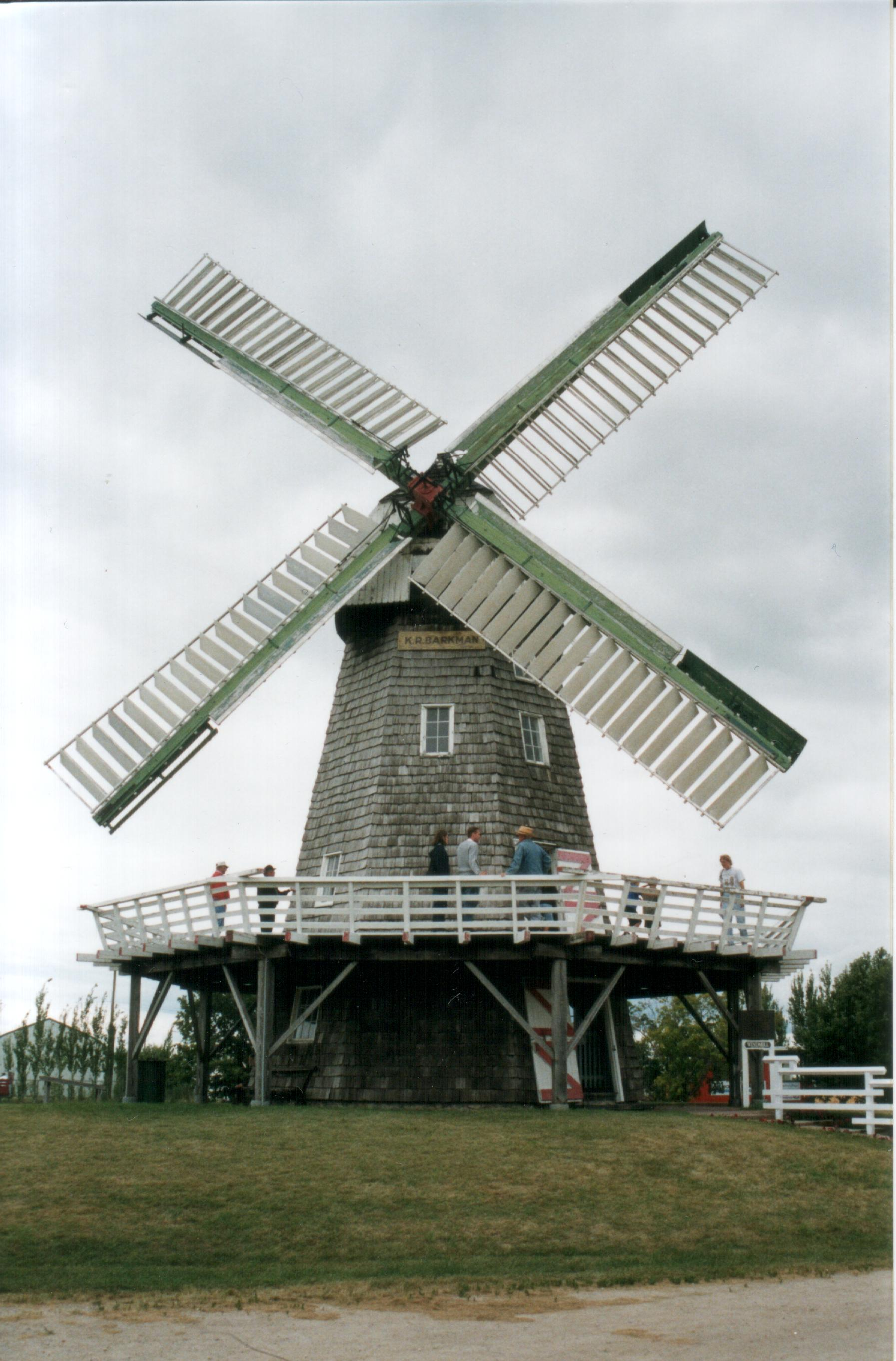
Nach einem Brand 2001 wiederaufgebauter Galerieholländer

Das Mennonite Heritage Village ist ein Freilichtmuseum außerhalb der kanadischen Kleinstadt Steinbach in Manitoba. Es wurde 1967 gegründet und dokumentiert das Leben der nach Kanada eingewanderten Mennoniten.
Das etwa 17 Hektar große Museum besteht aus wiederaufgebauten und restaurierten historischen Gebäuden, die aus dem gesamten kanadischen Raum stammen und die Geschichte der mennonitischen Einwanderer nach Kanada bis ins 20. Jahrhundert dokumentieren. Es gibt unter anderem mehrere Kirchen, eine Schule, eine Schmiede (Blacksmith), eine Sägemühle (Sawmill Shelters), mehrere Geschäfte, einen historischen Getreidespeicher und eine Holländerwindmühle. Ein Großteil der Gebäude stammt aus dem späten 19. Jahrhundert wie auch die 1881 fertiggestellte mennonitische Schule aus dem kanadischen Ort Blumenhof bei Altona. Die erste Windmühle, eine Nachbildung der 1877 erbauten Windmühle, wurde im Jahr 2000 von Brandstiftern zerstört und ein Jahr später mit Hilfe niederländischer Mühlenbauer wieder aufgebaut. Im Museum ist auch ein Grassodenhaus ausgestellt, das von den neu ankommenden Einwanderer oft als erste Behausung genutzt wurde. Im General Store werden unter anderem Handwerksarbeiten verkauft. Das Museum dokumentiert auch die Entstehung und Produktion von Quilts.
Im 1990 fertiggestellten Village Centre befindet sich eine Dokumentation, die einen Überblick über die täuferisch-mennonitische Geschichte und Kultur der letzten 500 Jahre gibt. Das Auditorium bietet Räume für größere Zusammenkünfte. Vor dem Village Centre befindet sich ein Denkmal in Erinnerung an die Geschichte der verfolgten und nach Nordamerika ausgewanderten Russlandmennoniten. Der Ort, in dem das Museum angesiedelt ist, ist auch 1874 von aus Russland eingewanderten Mennoniten gegründet worden. Auf dem Gelände befinden sich zwei weitere Denkmäler für Jakob Höppner and Johann Bartsch. Das Museum verfügt über eine Buchhandlung und ein Restaurant, das traditionelle mennonitische Speisen anbietet.
Neben dem Mennonite Heritage Village in Steinbach gibt es unter dem gleichen Namen ein weiteres Museum in Saskatchewan und unter dem Namen Amish & Mennonite Heritage Center ein ähnlich konzipiertes Museum in Ohio.

## Galerie

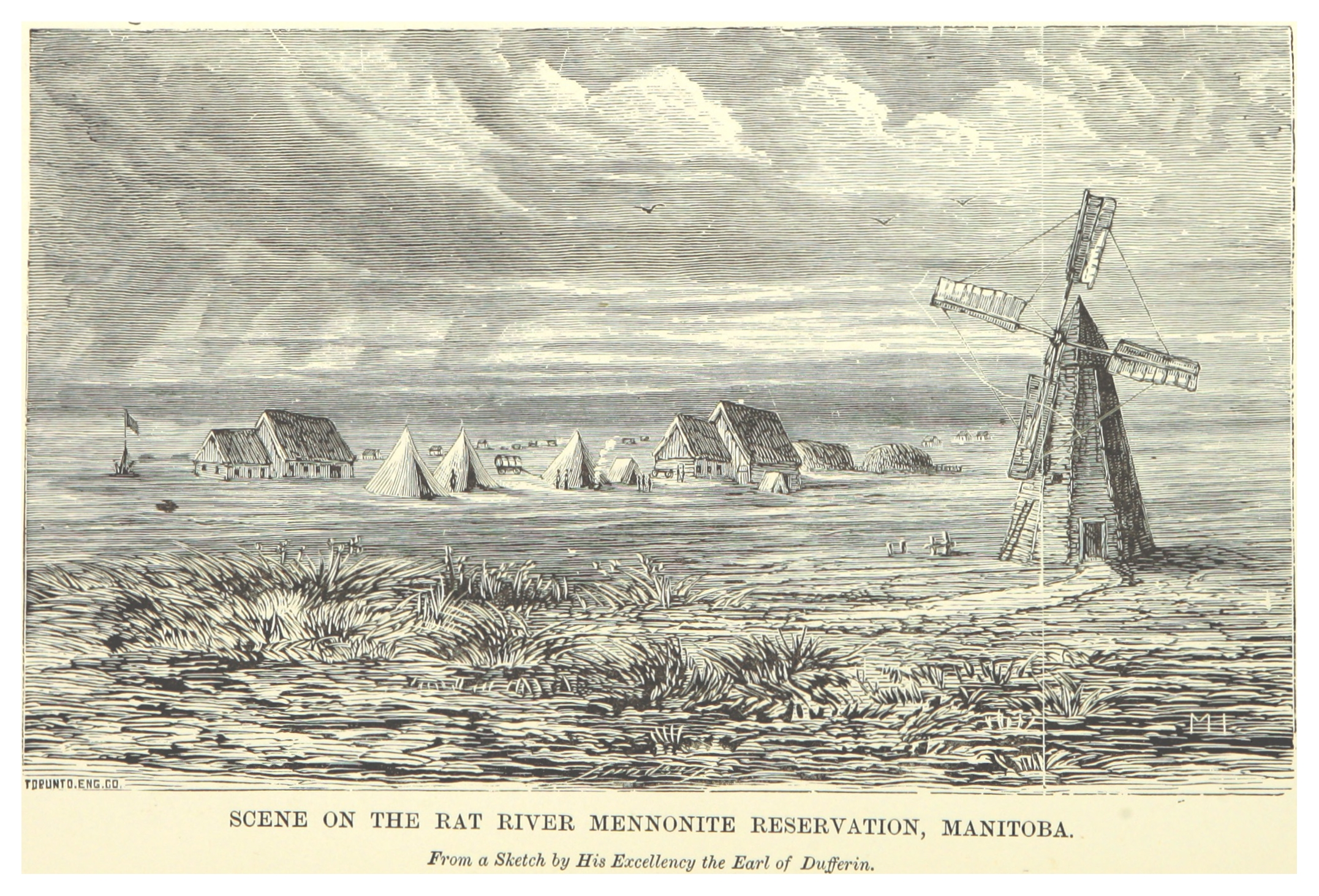
Mennoniten-Siedlung mit Windmühle (um 1880) am Rat-River (Steinbach?)
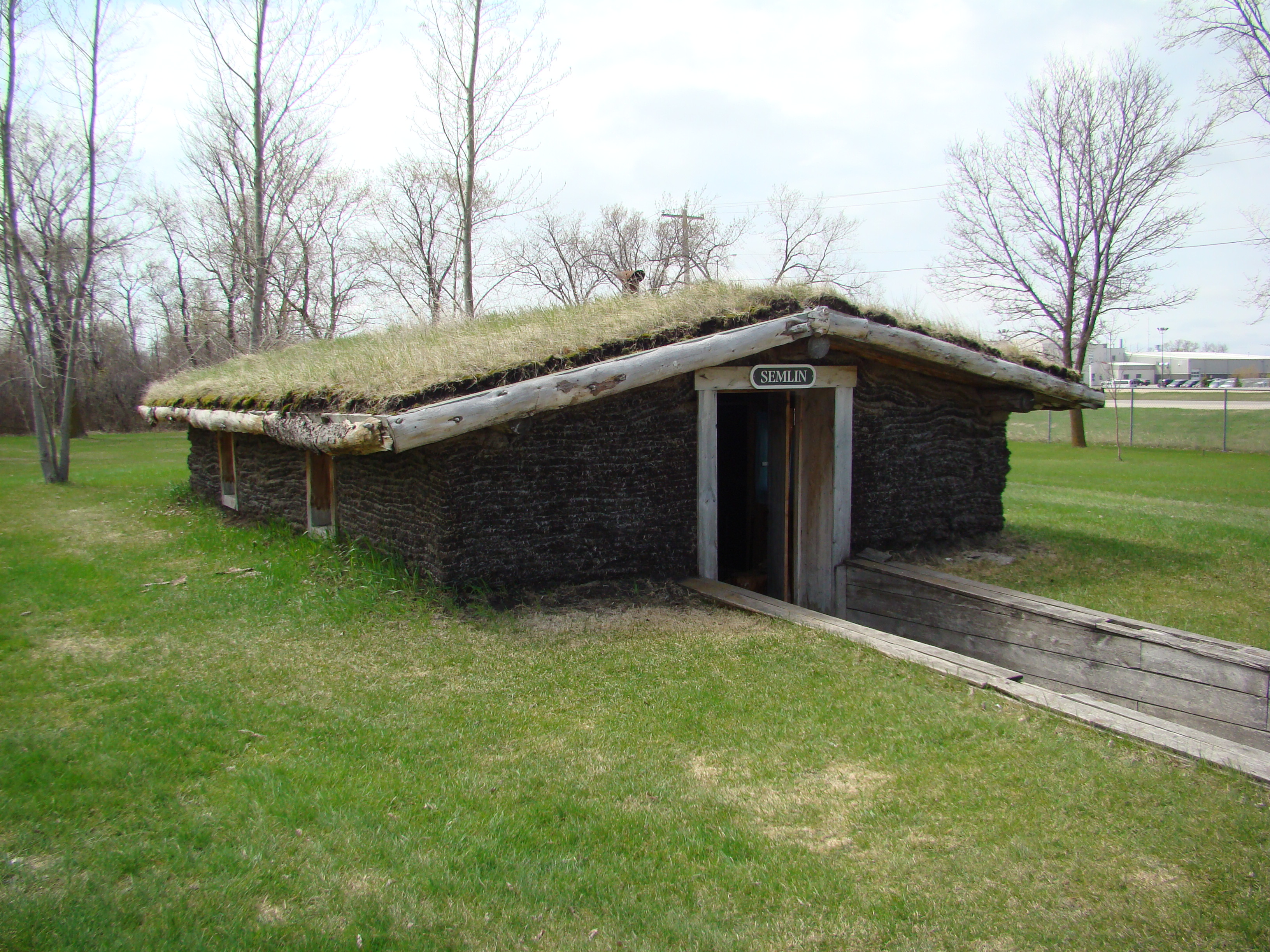
Grassodenhaus von 1874
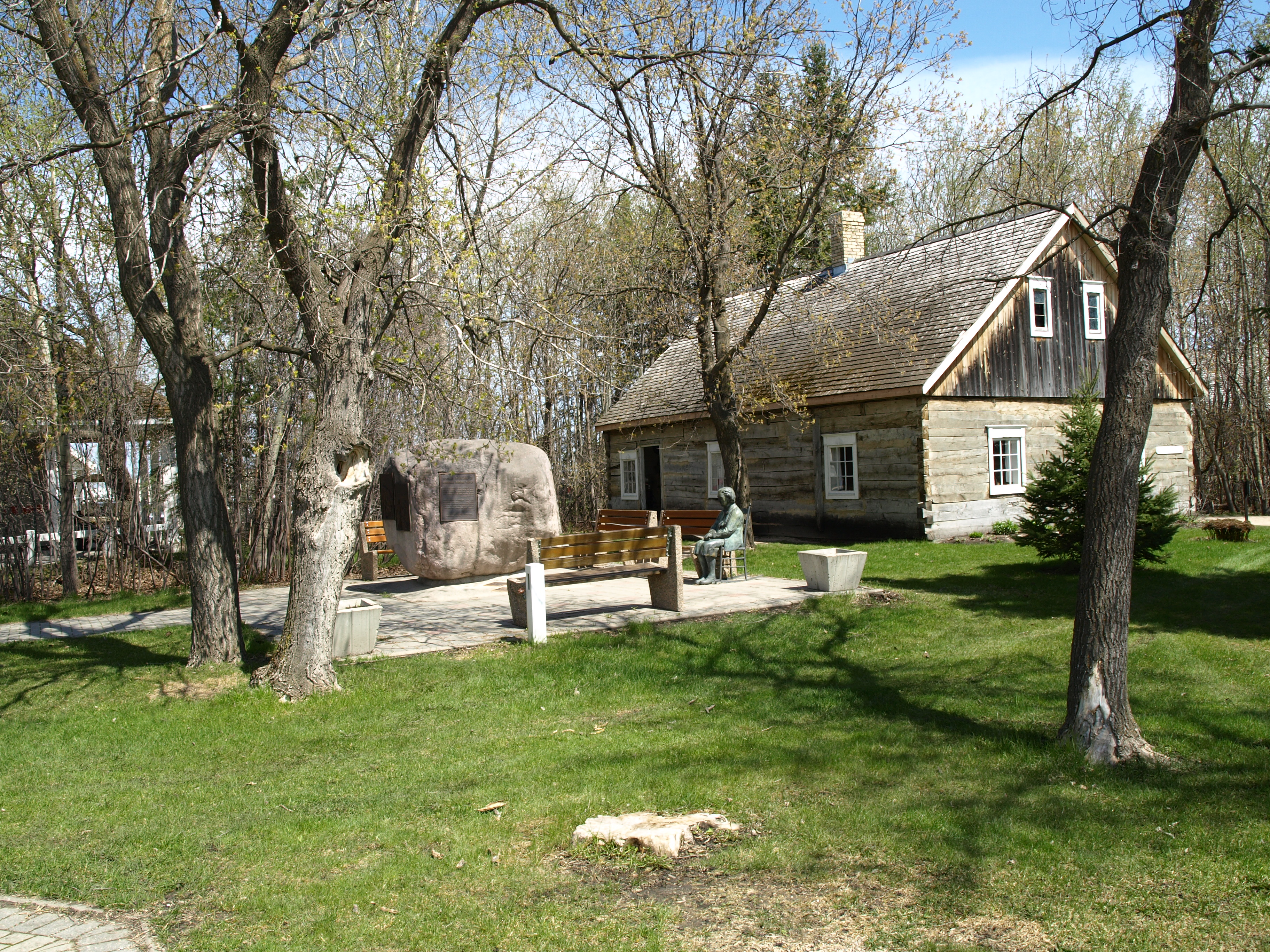
Wohnhaus von 1876 aus Waldheim
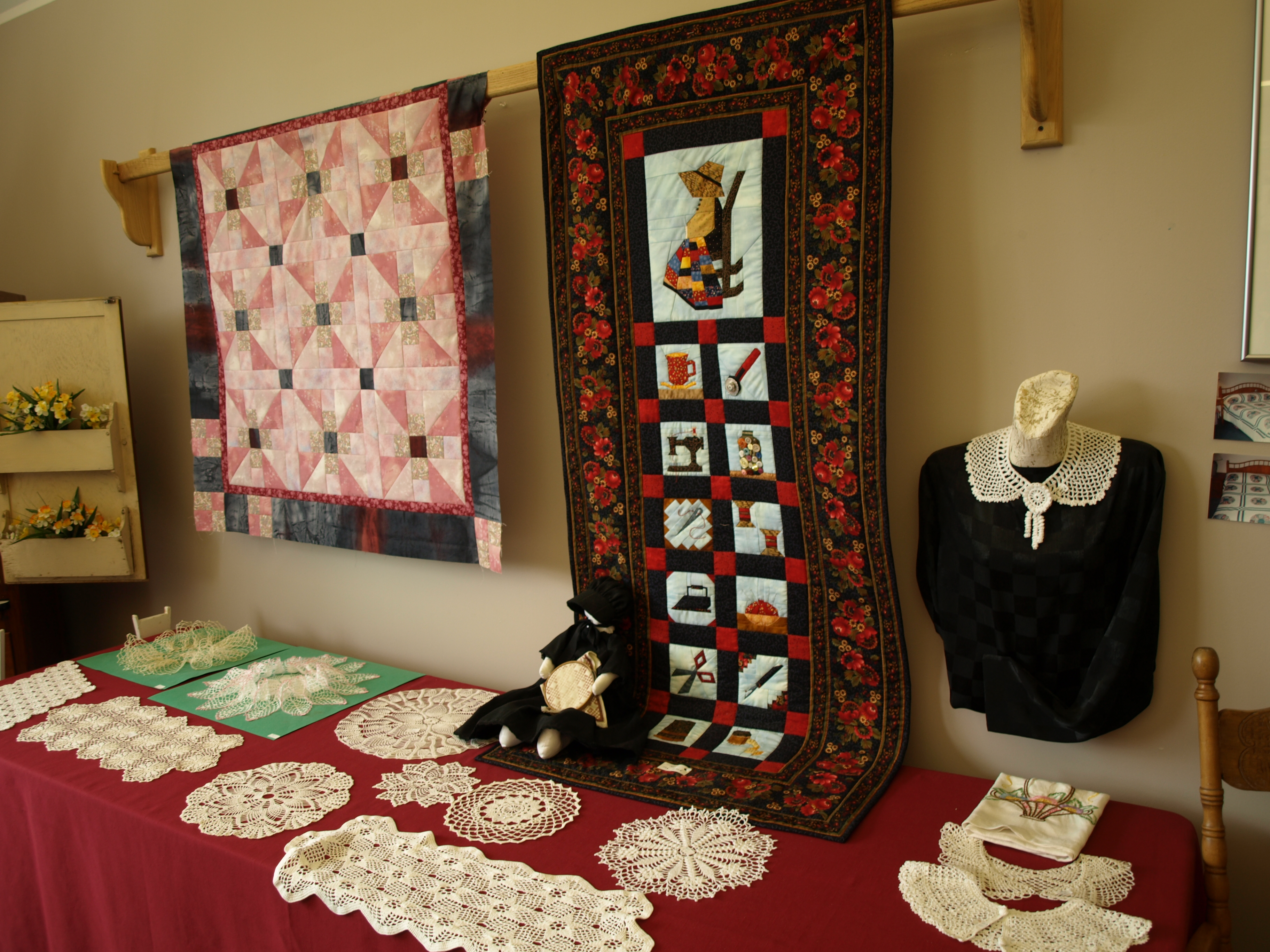
Ausgestellte Quilte